# 1872年至1873年英格蘭足總盃
1872-73球季英格蘭足總盃（英語：1872-73 FA Cup），是第2屆英格蘭足總盃，今屆賽事的冠軍是流浪隊，他們在決賽以2:0擊敗牛津大學，奪得冠軍。本屆賽事在利里橋球場舉行。
流浪隊成功衛冕冠軍。

## 外部連結
- 英格蘭足總盃官網Archive-It的存檔，存档日期2012-04-24
- 英格蘭足總盃 歷屆冠軍（页面存档备份，存于）